# محمد المهيري
محمد مطر محمد المهيري (مواليد 6 يوليو 2003) هو لاعب كرة قدم إماراتي ، يجيد اللعب كمهاجم، ويلعب حاليًا لنادي الوصل الإماراتي.